# Lore Harp McGovern
Lore Harp McGovern, nacida Lore Lange-Hegermann (3 de marzo de 1944), es una empresaria y filántropa estadounidense. Cofundó Vector Graphic, una de las primeras empresas de informática personal, en 1976. Se desempeñó como directora ejecutiva y presidenta de la empresa, la hizo pública y obtuvo unos ingresos anuales de 36 millones de dólares antes de dejar la empresa en 1984.
Harp McGovern nació en Polonia bajo la ocupación alemana y se mudó a los Estados Unidos después de terminar la secundaria. Ha fundado o dirigido empresas en diversos campos, incluidos la atención sanitaria, las publicaciones educativas y la alta tecnología, y es inversora en numerosas empresas de nueva creación en Silicon Valley.

## Primeros años de vida, educación e inmigración
Lore Lange-Hegermann nació en la Polonia ocupada por los alemanes el 3 de marzo de 1944. Creció en Bottrop, Alemania Occidental, en un edificio parcialmente bombardeado con sus padres y abuelos. Su abuelo era el empresario y político de la República de Weimar Hermann Lange-Hegermann. Asistió a un internado católico, aprendió inglés, francés y latín, y se graduó en una escuela secundaria alemana.
A los 19 años viajó a Estados Unidos y vivió con una familia en Santa Cruz, California, como parte de un intercambio. Hizo autoestop hasta México con una amiga y decidió quedarse en Estados Unidos en contra de los deseos de sus padres. Se le acabó la visa y trabajó como niñera y aceptó trabajos ocasionales. Se casó con Robert Harp, se mudó a Pasadena y tuvo dos hijas. Asistió a la Universidad Estatal de California, Los Ángeles y obtuvo una licenciatura en antropología. Posteriormente obtuvo su MBA en la Universidad Pepperdine en 1979.

## Carrera

### Vector Graphic
Después de asistir a la facultad de derecho durante un año, Harp conoció a Carole Ely, una compañera ama de casa, madre y vecina que anteriormente había trabajado como comerciante de bonos. Ambas mujeres estaban aburridas de ser amas de casa y en 1976 decidieron montar un negocio. Después de rechazar la idea de montar una agencia de viajes, se decidieron por la microelectrónica. Basaron su negocio en una placa de RAM de 8K para el bus S-100 de un Altair 8800 que el marido de Lore había ideado el año anterior. Incorporaron la firma Vector Graphic y registraron el negocio en agosto de 1976. Fundaron la empresa con 6000 dólares de capital y Lore se desempeñó como directora ejecutiva y presidenta. Al principio, se reunió con un representante de Advanced Micro Devices (AMD) para comprar chips de memoria y, después de encontrar que el precio era demasiado alto, llegó a un acuerdo con Fairchild Semiconductor. Comenzaron a vender las placas RAM, contra reembolso, mediante pedidos por correo y anunciaron el producto en revistas. La empresa se quedó sin un dormitorio libre en su casa de Westlake Village.
En 1977, Vector Graphic había diseñado la placa PROM 1702 y el Vector 1, una microcomputadora completa que utilizaba el microprocesador Z80. En el primer año de la empresa, obtuvo 1 millón de dólares en ventas. El éxito de la empresa se debió a las relaciones que Harp y Ely forjaron con los proveedores, además de centrarse en la publicidad, el empaque y mejores manuales de usuario. Comercializaron sus computadoras de escritorio para empresas medianas, creando un nicho en la industria que otras empresas no estaban llenando. La suya fue una de las primeras empresas de informática en considerar la estética en el diseño, produciendo computadoras con bordes redondeados disponibles en múltiples colores y coordinando el color de sus capacitores con sus tarjetas de memoria. En 1981, los ingresos de la empresa habían alcanzado los 36,2 millones de dólares. Harp hizo pública la empresa y peleó con los aseguradores por su decisión de otorgar acciones a todos los empleados de la empresa. Tras el éxito, Harp apareció en la portada de varias revistas, incluida Inc. en 1981. Se ganó reputación por su tenacidad y la llamaron la «doncella de hielo». En 1982, la empresa tenía 36 millones de dólares en ventas anuales.
Harp se divorció de su marido en 1982 y se casó con Patrick J. McGovern el mismo año. Renunció a su cargo de presidenta y directora ejecutiva de Vector Graphic. La empresa decayó rápidamente, experimentando reveses debido a malas decisiones gerenciales, publicidad inoportuna y la entrada de IBM al mercado. Regresó a su puesto de liderazgo en 1983, aunque no pudo salvar el negocio y renunció al puesto en 1984.

### Emprendimientos comerciales posteriores
Harp McGovern pasó a ocupar el cargo de presidenta de la empresa de higiene femenina Aplex Corporation, que diseñó un embudo de papel desechable con asa que permitía a las mujeres orinar mientras estaban de pie. Fue presidenta y directora ejecutiva de Good Morning Teacher!, una editorial educativa.

## Actividades filantrópicas
Harp McGovern y su marido Patrick cofundaron el Instituto McGovern para la Investigación del Cerebro en el MIT en 2000. Su donación de aproximadamente 350 millones de dólares fue una de las mayores donaciones a una universidad en ese momento.

## Premios y honores
Harp McGovern fue nombrada Empresaria del Año en 1983 por Mujeres Empresarias de Nueva York. El Commonwealth Club de San Francisco le otorgó el Premio al Inmigrante Distinguido. También se ha desempeñado como Presidenta Emérita de la Junta de Asociados del Instituto Whitehead de Investigación Biomédica.